# Ontake
Ontake (jap. 御嶽山 Ontake-san), również Kiso Ontake (jap. 木曽御嶽山 Kiso Ontake-san) – góra, drugi pod względem wysokości czynny wulkan w Japonii, w górach Hida, około 100 km na północny wschód od Nagoi. Znajduje się on na granicy prefektur Gifu i Nagano, w miejscowościach Kiso i Ōtaki w Nagano oraz Gero w Gifu.
Wulkan był uważany za nieczynny do 28 października 1979 roku, kiedy doszło do średniej wielkości erupcji freatycznej o skali eksplozywności wulkanicznej równej VEI 2.
Do bardzo niewielkich erupcji (VEI 0) doszło także w 1991 i 2007 roku.
Ostatnia niespodziewana erupcja miała miejsce 27 września 2014 roku.
Wulkan posiada pięć jezior kraterowych, a jedno z nich, Ni-no-ike (二ノ池) na wysokości 2905 m jest najwyżej położonym jeziorem wulkanicznym w Japonii.

## Galeria

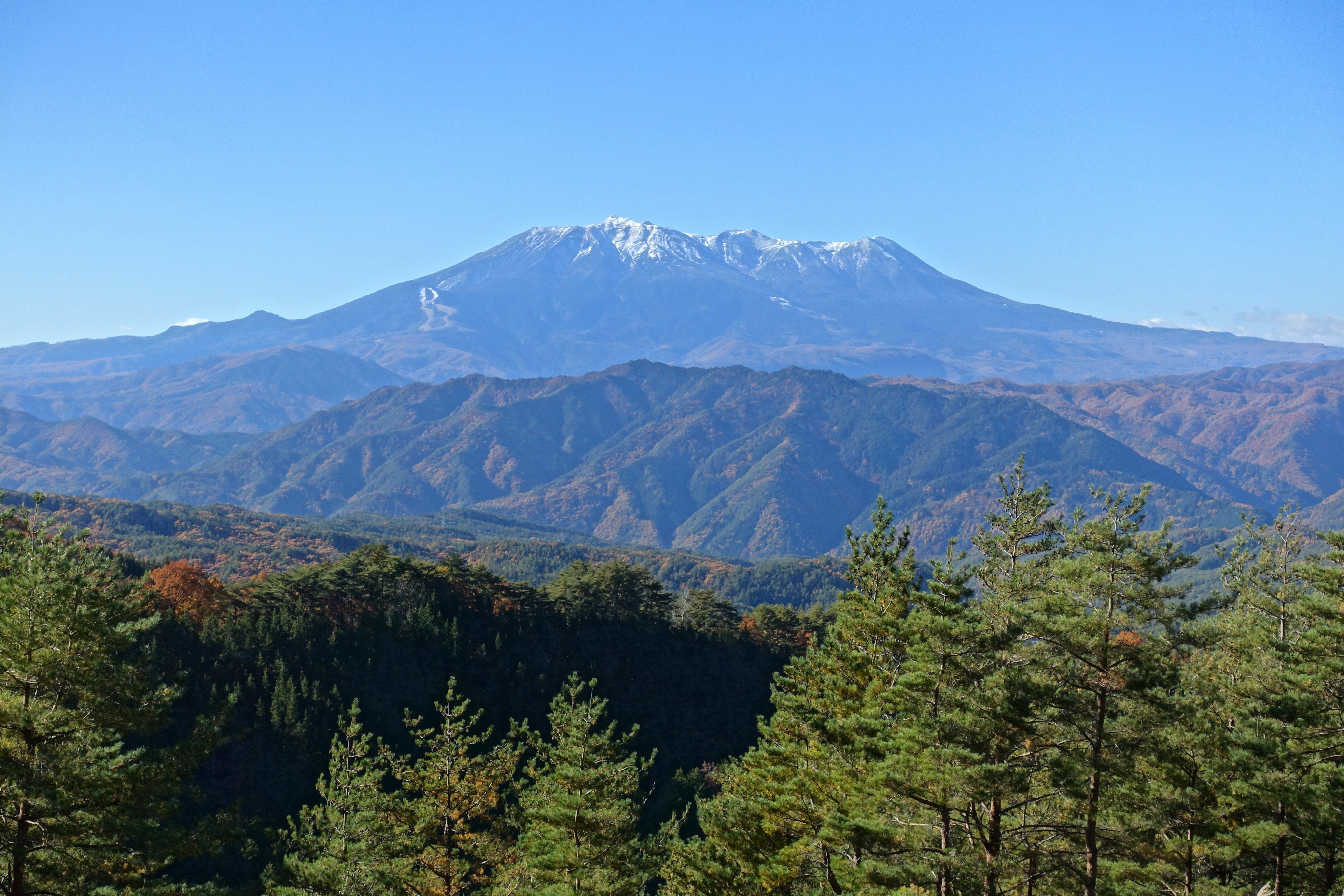
Góra Ontake widziana z doliny Kiso (2019)
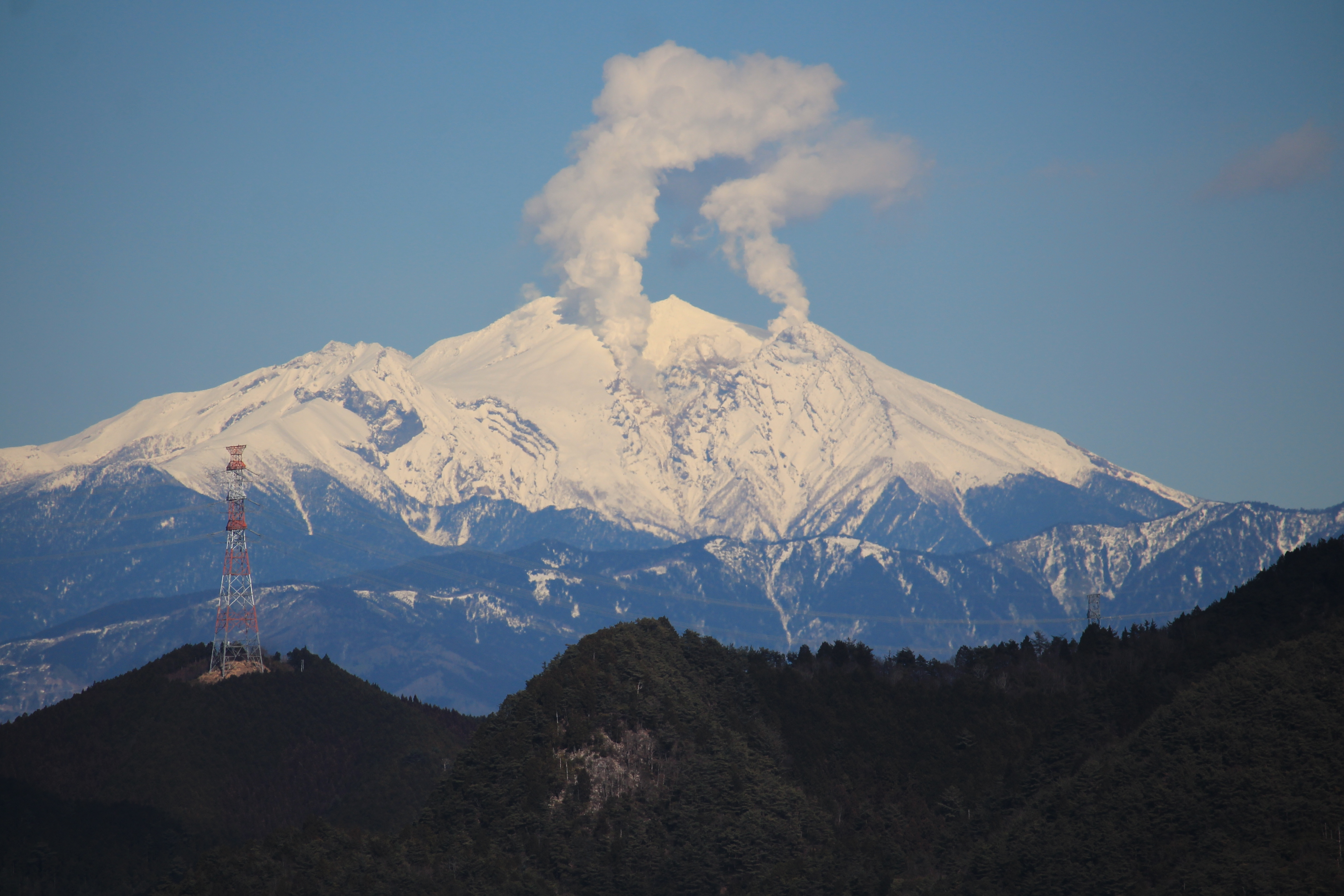
Ontake (2016)